# 세키 나가하루

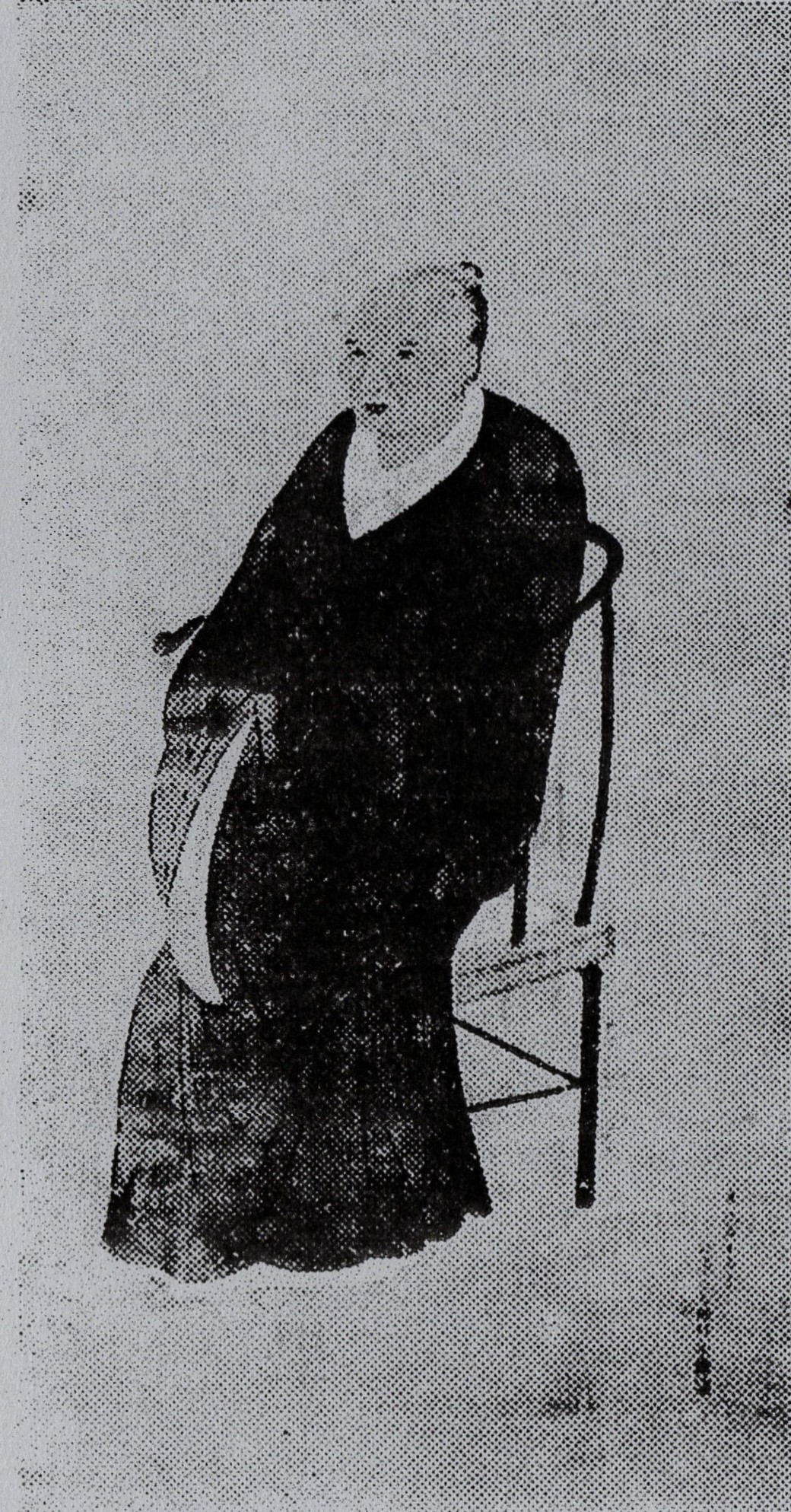
세키 나가하루

세키 나가하루(일본어: 関長治, 1657년 10월 13일 ~ 1738년 9월 24일)는 미마사카 미야가와 번 제2대 번주, 빗추 니미 번 초대 번주를 지냈다. 니미 번 세키가(新見藩関家) 제2대 당주.
친부는 쓰야마번주 모리 나가쓰구이다. 후에 친숙부이자 미야가와 선대 번주 세키 나가마사의 양자로 입적하게 된다.
| 전임 세키 나가마사 | 제2대 미마사카 미야가와 번 번주 (미노 세키가) 1689년 ~ 1697년 | 후임 폐번 |

|  | 제1대 니미 번 번주 (미노 세키가) 1697년 ~ 1725년 | 후임 세키 나가히로 |